# Mini Moni
Mini Moni (ミニモニ。) foi um sub-grupo da Hello! Project criado para atrair o público mais novo e, por isso, todas as integrantes mediam um metro e cinquenta de altura ou menos. Em 2009, após 5 anos do grupo ter entrado em hiato, o compositor Tsunku anunciou no seu blog que o grupo iria "reviver", agora assumindo como nome Shin MiniMoni.

## Membros

### Primeira Geração (2000 – 2003)
- Yaguchi Mari (矢口真里, "Morning Musume")
- Tsuji Nozomi (辻希美, "Morning Musume")
- Kago Ai (加護亜依, "Morning Musume")
- Mika Todd (ミカ, "Coconuts Musume")

### Segunda Geração (2003 – 2004)
- Mika Todd (ミカ, "Coconuts Musume")
- Tsuji Nozomi (辻希美, "Morning Musume")
- Kago Ai (加護亜依, "Morning Musume")
- Takahashi Ai (高橋愛, "Morning Musume")

### Terceira Geração/ Shin MiniMoni (2009 - atualmente)
- Linlin (リンリン, Morning Musume)
- Fukuda Kanon (福田花音, S/mileage)
- Takeuchi Akari (竹内朱莉, Hello! Pro Egg)
- Miyamoto Karin (宮本佳林, Hello! Pro Egg)

## História
O grupo surgiu no final do ano 2000, com a ideia de Yaguchi Mari, membro das Morning Musume, que, em conjunto com o compositor e produtor musical Tsunku, resolveram dar início a um grupo em que as integrantes possuíssem uma altura máxima de um metro e cinquenta centímetros. Tsunku escolheu como integrantes do grupo, além de Yaguchi, duas membros mais novas das Morning Musume, Kago Ai e Tsuji Nozomi, e estas começaram a atuar em shows como MiniMoni. Mika Todd, componente americana das Coconuts Musume, foi postumamente adicionada para dar "um gosto internacional", completando assim a estrutura do novo grupo.
O primeiro single chamado "MiniMoni Jankenpyon!" ficou em primeiro lugar no Oricon, vendendo um total de 763,380 cópias. 
Apesar de MiniMoni ter sido inicialmente planejado para as crianças mais novas, Yaguchi e Todd já tinham 17 e 16 anos, respectivamente, conseguindo assim uma base de fãs das mais diversificadas idades, desde adolescentes até os pais. 
O quarteto realizou alguns singles em 2001 e 2002, a maioria destes foram incluídos no seu primeiro álbum "Minimoni Song Daihyakka 1 Kan". 
Simultaneamente à realização de Singles, o grupo teve o seu próprio anime intitulado de "Yarunoda Pyon!". As membros também usaram as suas vozes no anime Hamtaro, e chegaram até a realizar dois singles com o pseudo-nome "MiniHams". 
Em 23 de Março de 2003, Yaguchi graduou-se do grupo para ser a líder do subgrupo de ZYX, um dos primeiro grupos a integrar os membros do "Hello! Project Kids". Para substituir Yaguchi, outro membro das Morning Musume, Takahashi Ai, foi adicionada ao grupo.
Ainda em 2003, as atuais membros de MiniMoni, juntamente com Yaguchi, filmaram um filme chamado "Okashi na Daiboken!", ou "Mini Moni The Movie: The Great Cake Adventure", em inglês. 
A partir daí, o grupo passou a ter um estilo mais maduro e moderno, como evidencia o single "Crazy About You".
O grupo entrou em hiato em Maio de 2004, depois de Mika Todd graduar-se e de realizarem um último single "Lucky Cha Cha Cha!". 
Em 2009, Tsunku anunciou em seu blog que estava pensando em reviver as Minimoni outra vez, e como resultado, surgiu o novo grupo como o nome "Shin MiniMoni", a este foram adicionadas Linlin, como líder, das Morning Musume; Fukuda Kanon, de S/Mileage; Takeuchi Akari, da Hello! Pro Egg e Miyamoto Karin, da Hello! Pro Egg.

## Discografia

### Singles
MiniMoni
- [2001.01.07] Minimoni. Jankenpyon! / Haru Natsu Aki Fuyu Daisukki! (ミニモニ。ジャンケンぴょん！／春夏秋冬だいすっき！)
- [2001.09.12] Minimoni. Telephone! Rin Rin Rin / Minimoni. Bus Guide (ミニモニ。テレフォン！リンリンリン/ミニモニ。バスガイド)
- [2001.12.05] Minihamus no Ai no Uta (ミニハムずの愛の唄) (como Minihamus)
- [2002.01.30] Minimoni. Hinamatsuri! / Mini. Strawberry~ Pie (ミニモニ。ひなまつり！／ミニ。ストロベリ〜パイ)
- [2002.04.24] Ai~n Taisou / Ai~n! Dance no Uta (アイ〜ン体操/アイ〜ン！ダンスの唄) (como Bakatono-sama to Minimoni-hime)
- [2002.11.27] Genki Jirushi no Oomori Song / Okashi Tsukutte Okkasui~! (げんき印の大盛りソング/お菓子つくっておっかすぃ〜) (como Minimoni to Takahashi Ai + 4KIDS)
- [2002.12.04] Minihamus no Kekkon Song (ミニハムズの結婚ソング) (como Minihamus)
- [2003.04.09] Rock n' Roll Kenchoushozaichi ~Oboechaina Series!~ (ロックンロール県庁所在地～おぼえちゃいなシリーズ！～)
- [2003.05.14] Minimoni. Kazoe Uta (ミニモニ。数え歌)
- [2003.10.16] CRAZY ABOUT YOU
- [2003.11.19] Mirakururun Grand Purin! / Pi~hyara Kouta (ミラクルルングランプリン! / ピ~ヒャラ小唄) (como Minihamus/Purin-chan)
- [2004.04.21] Lucky Cha Cha Cha! (ラッキーチャチャチャ！)

### Albums
- [2002.06.06] Minimoni Song Daihyakka 1 Kan (ミニモニ。ソング大百科１巻)
- [2004.02.11] Minimoni Songs 2 (ミニモニ。ソングズ２)

### Trilhas Sonoras
- [2003.02.19] Minimoni ja Movie Okashi na Daibouken! OST (ミニモニ。じゃムービーお菓子な大冒険！オリジナルサウンドトラック)
- [2003.03.26] Hamtaro Original Soundtrack (劇場版とっとこハム太郎　ハムハムージャ！幻のプリンセス　オリジナルサウンドトラック)

### Compilações
MiniMoni
- [2001.04.18] Together! -Tanpopo, Petit, Mini, Yuko- (#1 Minimoni. Jankenpyon!, #7 Haru Natsu Aki Fuyu Daisukki!, #13 Minimoni. Dancin!, #14 Minimoni. no Uta)
- [2001.12.19] Petit Best 2 ~3, 7, 10~ (#4 Minimoni. Telephone! Rin Rin Rin)
- [2002.10.30] CLUB Hello! TRANCE REMIX (#2 Minimoni. Jankenpyon! (TRANCE REMIX), #15 Minimoni. Hinamatsuri! (TRANCE REMIX))
- [2002.12.18] Petit Best 3 (#6 Ai~n! Dance no Uta (MORE TRANCE REMIX))
- [2003.12.17] Petit Best 4 (#12 Minimoni. Kazoe Uta ~Ofuro Version~)

Shin MiniMoni
- [2009.07.15] Champloo 1 ~Happy Marriage Song Cover Shuu~ (#4 Tentoumushi no Samba)
- [2009.12.02] Hello! Project - Petit Best 10 (#9 Pen Pen Kyoudai)

### DVD
- [2004.02.11] Minimoni Single V Clips (1) (ミニモニ。シングルVクリップス(1))

## Filmografia
- [2003.01.21] Minimoni ja Movie Okashi na Daibouken!

## Photobooks
- [2001.05.28] Minimoni. Photo Book (ミニモニ。Photo Book)